# Matthew Shepard
Pour les articles homonymes, voir Shepard.
Matthew Shepard, né le 1er décembre 1976 à Casper (Wyoming) et mort le 12 octobre 1998 à Fort Collins (Colorado), est un étudiant américain, torturé et assassiné à l’âge de 21 ans pour son homosexualité.

## Biographie

### Jeunesse
Matthew Wayne Shepard est l'aîné des deux fils de Judy Peck et Dennis Shepard. Son frère, Logan, est né en 1981,.
Après avoir vécu quelque temps en Suisse, il étudie la science politique à l'université du Wyoming.

### Meurtre
Lors d'un voyage au Maroc, en 1995, Matthew Shepard est frappé et violé, ce qui provoque chez lui une dépression et des crises d'angoisses.
Trois ans plus tard, le 6 octobre 1998, il se retrouve seul au Fireside Bar, à Laramie, après le départ de ses amis. Matthew se fait aborder par deux jeunes gens, Aaron McKinney et Russell Henderson, qui lui demandent s'il est homosexuel. Ceux-ci se font alors passer pour des gays et lui proposent un tour de voiture, ce que Matthew Shepard accepte.
Les deux individus l'emmènent alors dans un lieu isolé et le font sortir du véhicule à coup de crosse de .357 Magnum. L'ayant attaché à une barrière, ils le dépouillent, le torturent et le frappent jusqu'à lui briser le crâne. Le croyant mort, ils l'abandonnent.
Prévenus par un cycliste l'ayant d'abord pris pour un épouvantail, les secours arrivent sur place 18 heures après l'agression et le transportent à l'hôpital de Poudre Valley, dans le Colorado. Il présente de multiples coupures au visage, certaines atteignant l'os, et de nombreuses brûlures sur le corps. Il meurt dans la soirée du 12 octobre 1998, après avoir passé plusieurs jours dans le coma, entouré des siens.

### Inhumation
Après avoir longtemps tenu secret le lieu de sa tombe par crainte des profanations, ses parents se sont résolus à déposer ses restes au columbarium de la cathédrale nationale de Washington,,, sur la proposition de l'évêque Mariann Edgar Budde et du révérend Gene Robinson, premier prêtre ouvertement homosexuel des Etats-Unis.

### Archives
Les archives de Matthew Shepard sont déposées au Smithsonian et accessibles sur le site des Smithsonian Online Virtual Archives.

## Réactions

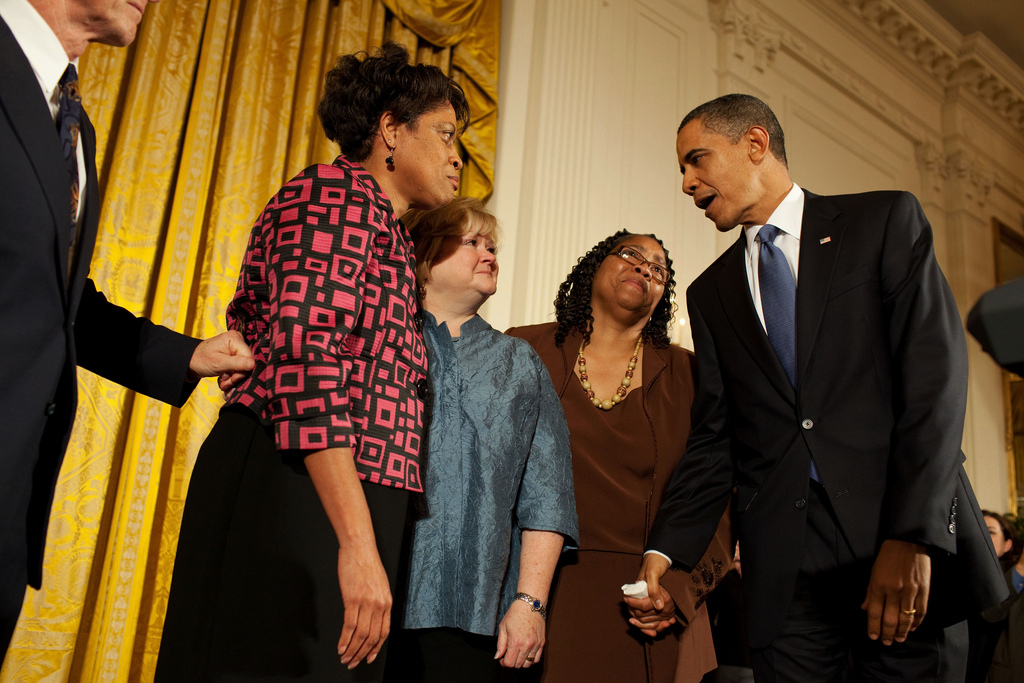
La mère de Matthew Sheppard (en bleu) à la Maison-Blanche, 28 octobre 2009.

Dès l'annonce de sa mort, les associations gay ont décidé de réagir en organisant des candlelight vigils, des veillées où chacun vient avec sa bougie. Le but était double : se rassembler pour rendre un hommage silencieux et ému à Matthew et réclamer l'adoption d'une loi contre les crimes haineux afin d'éviter que cette tragédie se reproduise.
La première veillée a eu lieu le 15 octobre, à Washington, sur les marches du Capitole. Plus de 5 000 personnes s'y sont rassemblées, des sticks phosphorescents à la main, pour écouter les discours d'amis de Matthew, de célébrités, de représentants des associations gay et de défense des droits de l'homme, et d'hommes politiques.
Le 16 octobre, jour des funérailles, les pages d’accueil des sites internet homosexuels prennent le noir comme couleur dominante. Ce même jour, des militants de la Westboro Baptist Church, emmenés par leur pasteur Fred Phelps, manifestent près de l’église où a lieu la cérémonie, au cri de « God hates fags » (Dieu hait les pédés) et « Thanks God for AIDS »(Remercions Dieu pour le SIDA), en brandissant des pancartes « Matt in Hell » (Matthew en Enfer). Romaine Patterson (en), une amie de Shepard, organise une contre-manifestation. Des personnes portant des robes blanches et des ailes gigantesques (évoquant celles des anges) se rassemblent autour du groupe d'homophobes et masquent leurs pancartes, permettant aux funérailles de se dérouler dans le respect.
En 1999, les deux assassins de Matthew Shepard, Russell Henderson et Aaron McKinney, alors âgés de 21 et 22 ans, sont condamnés à la perpétuité, sans possibilité de libération,.
L'histoire de Matthew Shepard a inspiré trois films : Le Projet Laramie (d'après la pièce du même nom), The Matthew Shepard Story et Anatomy of a Hate Crime. The Laramie Project et The Matthew Shepard Story ont tous deux reçu de nombreux prix.
Plusieurs artistes ont évoqué le crime dans leurs chansons : Melissa Etheridge (Scarecrow sur son album Breakdown, 1999), Elton John et Bernie Taupin (American Triangle sur Songs from the West Coast, 2001, avec chœurs de Rufus Wainwright), Amy Ray (Laramie, sur Stag, 2001), Ron Sexsmith (God Loves Everyone, sur Cobblestone Runway, 2002), Janis Ian (Matthew, sur Billie's Bones, 2004), Thursday (M. Shepard, sur War All the Time, 2004), Cyndi Lauper (Above the Clouds, sur The Body Acoustic, 2005), Tori Amos (Merman, sur A Piano: The Collection, 2006), Brian Houston (The Ballad of Matthew Shepard, sur Sugar Queen, 2006), Trivium (And Sadness Will Sear, sur The Crusade, 2006), et plusieurs autres.
Une loi contre les crimes de haine fondés sur l'orientation sexuelle a été déposée le 20 mars 2007, au nom de Matthew Shepard. Elle est passée au Sénat des États-Unis, mais le président George W. Bush a indiqué qu'il lui opposerait son veto. Réintroduit plusieurs fois sous diverses formes, le Matthew Shepard and James Byrd Jr. Hate Crimes Prevention Act (en) a été adopté par la Chambre des Représentants le 8 octobre 2009, puis par le Sénat le 22 octobre 2009, et enfin signé par le président des États-Unis Barack Obama le mercredi 28 octobre 2009,.

## Polémiques et autres versions
En 2004, le programme de nouvelles 20/20 d'ABC News diffuse un reportage au cours duquel Russell Henderson, Aaron McKinney, sa petite amie Kristen Price, le procureur et un enquêteur principal affirment que le meurtre n'a pas été motivé par la sexualité de Shepard mais plutôt un vol lié à la drogue qui a mal tourné. Kristen affirme avoir menti à la police quand elle a affirmé que McKinney s'était mis en colère à cause d'une avance sexuelle inopportune. Elle déclare à la journaliste de télévision Elizabeth Vargas ne pas penser que ce soit un crime de haine,,,.
L'enquêteur Ben Fritzen affirme à l'interviewer : « la préférence sexuelle de Matthew Shepard ou son orientation sexuelle ne constituait certainement pas le mobile du crime… »,.
Dans un article de la revue LGBT The Advocate, Aaron Hicklin (en) écrit qu'après des années d'enquête, le producteur du spectacle, l'écrivain homosexuel Stephen Jimenez (en), a interrogé plus de 100 personnes et a « amassé suffisamment de preuves anecdotiques pour soutenir de manière convaincante que la sexualité de Shepard était, sans être accessoire, nettement moins importante à cette affaire que le consensus populaire voudrait nous faire croire, » comme il l'écrit dans son livre The Book of Matt (en).
Le procureur dans cette affaire affirme qu'il y a de nombreuses preuves que la drogue était au moins un facteur dans ce meurtre. L'agent Waters confie à la journaliste britannique Julie Bindel : « Je crois encore aujourd'hui que McKinney et Henderson essayaient de trouver la maison de Matthew afin de voler la drogue qui s'y trouvait. C'était assez bien connu dans la communauté de Laramie que McKinney n'était pas quelqu'un qui frapperait par homophobie. »
Le 1er octobre 2013 est publiée une enquête de Steven Jimenez qui contredit fortement la thèse du « martyr homosexuel ».
La qualité de cette enquête est critiquée par la Fondation Matthew Shepard,. Le livre est également critiqué par la journaliste Alyssa Rosenberg comme pauvrement référencé : « (…) en ne distinguant pas quelles citations sont forgées à partir de souvenirs, lesquelles sont des paraphrases de propos rapportés par des sources, et lesquelles lui ont directement été rapportées ». Des officiers de police interviewés après la publication du livre ont remis en cause certaines assertions du livre. Dave O'Malley, le chef de la police de Laramie, a ainsi déclaré que les allégations de Jimenez selon lesquelles Matthew Shepard était dealer de méthamphétamine sont « presque de l'humour ». Pour Rob Debree, enquêteur principal de l'époque, le livre contient des « erreurs factuelles et des mensonges » et l'allégation de Jimenez selon laquelle Matthew Shepard était un trafiquant de drogue est « proprement risible »,.

### Articles
- (en) James C. Hurst, « Mathew Shepard Tragedy, Management of a Crisis », University of Wyoming,‎ juillet août 1999 (lire en ligne)
- (en) E. Patrick Johnson, « The Scene in Wyoming: For Matthew Shepard », Callaloo, vol. 23, no 1,‎ 2000, p. 122-124 (lire en ligne)
- (en) Brian L. Ott & Eric Aoki, « The Politics of Negotiating Public Tragedy: Media Framing of the Matthew Shepard Murder », Rhetoric and Public Affairs, vol. 5, no 3,‎ 2002, p. 483-505 (lire en ligne)
- (en) Casey Charles, « Panic in The Project: Critical Queer Studies and The Matthew Shepard Murder », Law and Literature, vol. 18, no 2,‎ 2006, p. 225-252 (lire en ligne)
- (en) Thomas R. Dunn, « Remembering Matthew Shepard: Violence, Identity, and Queer Counterpublic Memories », Rhetoric and Public Affairs, vol. 13, no 4,‎ 2010, p. 611-651 (lire en ligne)
- (en) Bonnie J. Morris, « The Week Matthew Shepard Died », Counterpoints, vol. 397,‎ 2011, p. 61-68 (lire en ligne)

### Livres
- (en) Scott Gibson, Blood and Tears : Poems for Matthew Shepard, Painted Leaf Press, 1er juin 1999, 200 p. (ISBN 978-1-891305-15-3)
- (en) Romaine Patterson et Patrick Hinds, The Whole World Was Watching : Living in the Light of Matthew Shepard, Advocate Books, 1er octobre 2005, 304 p. (ISBN 978-1-55583-901-7)
- (en) Judy Shepard, The Meaning of Matthew : My Son's Murder in Laramie, and a World Transformed, Hudson Street Press, 3 septembre 2009, 271 p. (ISBN 978-1-59463-057-6)
- (en) Jennifer Petersen, Murder, the Media, and the Politics of Public Feelings : Remembering Matthew Shepard and James Byrd Jr, Indiana University Press, 1er août 2011, 222 p. (ISBN 978-0-253-22339-5)
- (en) Leslea Newman, October Mourning : A Song for Matthew Shepard, Candlewick, 25 septembre 2012, 128 p. (ISBN 978-0-7636-5807-6)
- (en) Stephen Jimenez, The Book of Matt : Hidden Truths about the Murder of Matthew Shepard, Steerforth, 24 septembre 2013, 368 p. (ISBN 978-1-58642-214-1)
- (en) Moises Kaufman, Leigh Fondakowski, Greg Pierotti et Andy Paris, The Laramie Project and The Laramie Project : Ten Years Later, Vintage, 3 juin 2014, 224 p. (ISBN 978-0-8041-7039-0)
- (en) Andy Dorsey, « A Rhetoric of American Experience: Thomas Shepard's Cambridge Confessions and the Discourse of Spiritual Hypocrisy », Early American Literature, vol. 49numéro= 3,‎ 2014, p. 629-662 (lire en ligne)
- (en) Craig Hella Johnson, Considering Matthew Shepard, Hal Leonard Publishing, 1er septembre 2018, 298 p. (ISBN 978-1-5400-3389-5)